# Adolf Furrer (Waffenkonstrukteur)

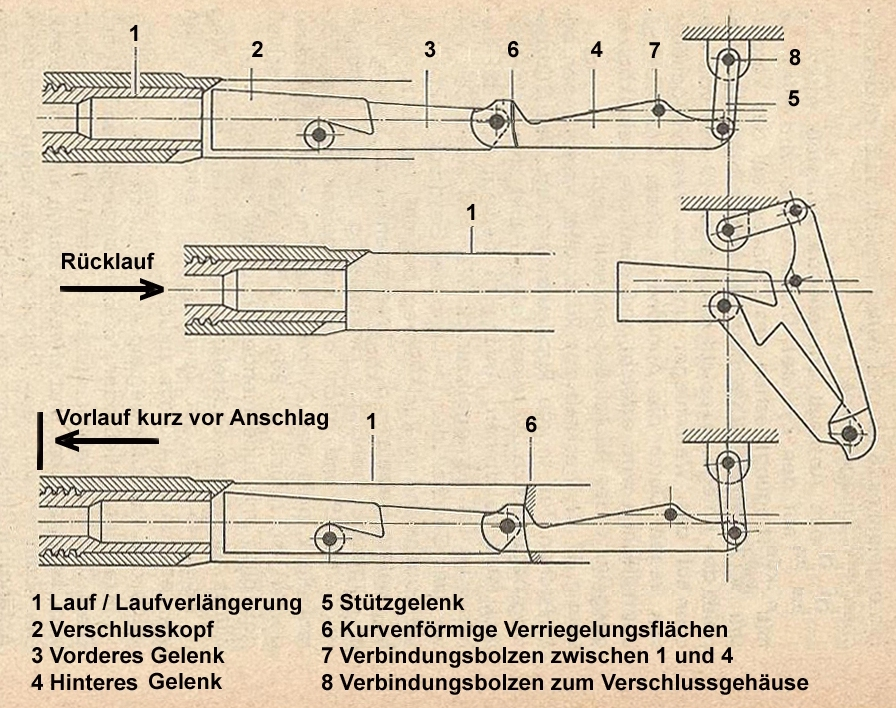
Kniegelenkverschluss von Furrer

Johann Adolf Furrer-Kägi (* 13. November 1873 in Zürich; † 15. Januar 1958 in Minusio) war ein Schweizer Waffenkonstrukteur.
Er war Direktor der Eidgenössischen Waffenfabrik in Bern und Oberstbrigadier der Schweizer Armee.
Zu seinen Konstruktionen gehörten der Karabiner 31 und die Automatwaffen mit Kniegelenkverschluss wie das Lmg 25, die 20 mm Fliegerabwehrkanone 38, die 34 mm Fliegerabwehrkanone 1938 und 38/50, die MP 41/44 sowie die halbautomatische 24 mm Tankbüchse 41 und ihre Varianten als Panzerwagenkanone 38 und Festungskanone 38, beide im Kaliber 24 mm.